# Stralsunder HV

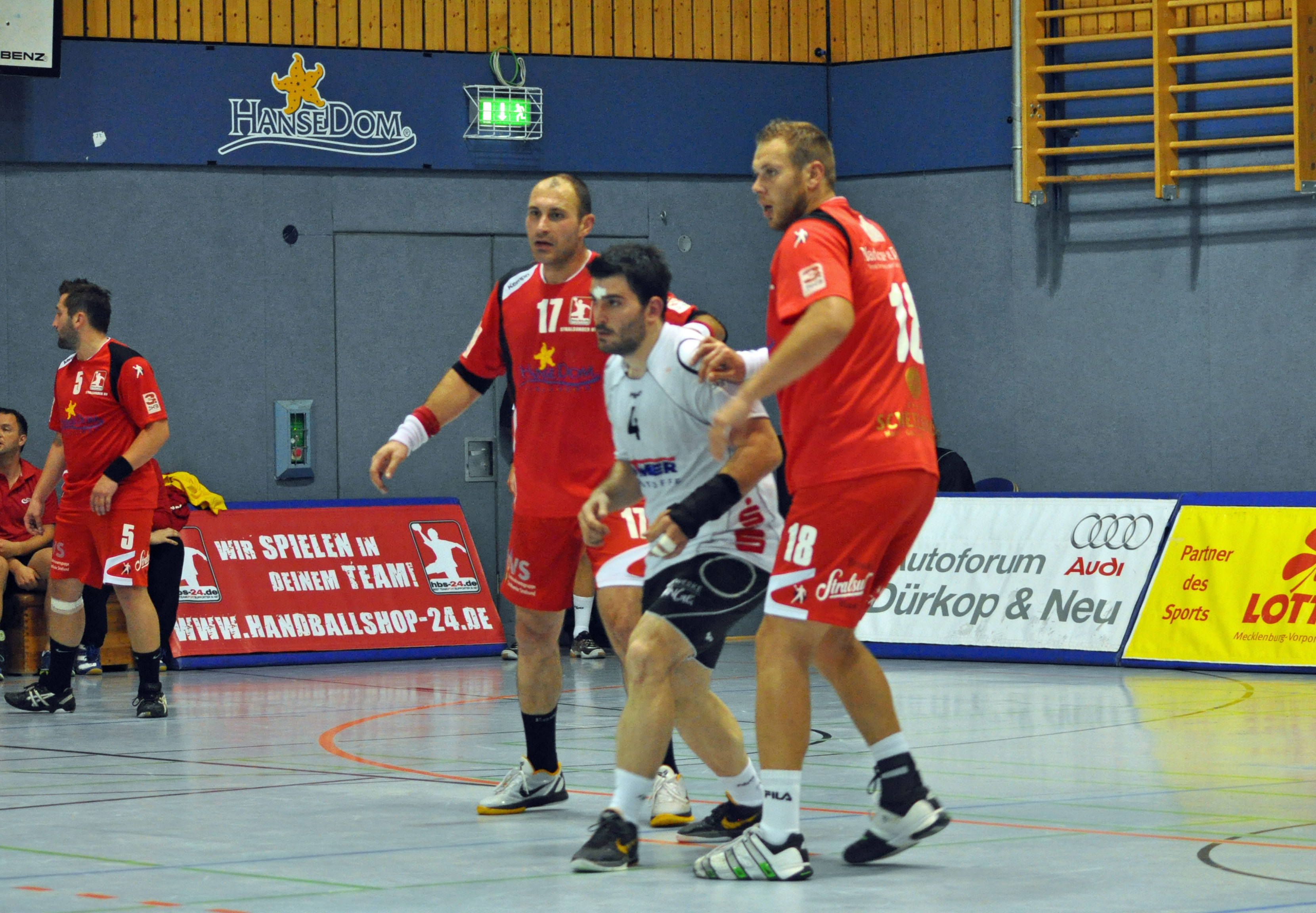
Photo lors d'un match du Stralsunder HV en 2011.

Le Stralsunder Handballverein est un club allemand de handball, basé à Stralsund, dans le land de Mecklembourg-Poméranie-Occidentale.

## Historique
Le club est issu du club omnisports du TSV 1860 Stralsund, fondé en 1860. À la suite de l'instauration du régime communiste, il change de nom et devient en septembre 1948 le BSG Volkswerft Stralsund, puis BSG Anker et enfin BSG Motor Stralsund en 1952. Sa modeste équipe de handball masculin participa pendant quelques rares saisons au championnat d'Allemagne de l'Est de deuxième division, loin derrière les grands clubs régionaux qu'étaient le SC Empor Rostock et le Post Schwerin. L'équipe féminine joua elle en première division dans les années 1960.
Après la chute du régime communiste, le club reprend son ancienne appellation de TSV 1860 Stralsund en juillet 1990, et intègre les championnats de l'Allemagne réunifiée. En 1996, la section handball du club décide de former une entité indépendante sous le nom de Stralsunder Handballverein. Le club atteint la deuxième division (2. Bundesliga) en 1998, puis la Bundesliga, une première fois en 2003 (il termine dernier et redescend aussitôt), puis une deuxième en 2008, pour redescendre immédiatement.

## Palmarès
- Vainqueur de la poule Nord de la 2. Bundesliga : 2003, 2008

## Joueurs célèbres
- Bernard Latchimy
- Konstantinos Tsilimparis
- Liviu Ianoș
- Michal Brůna
- Milan Berka
- Konstantinos Chantziaras
- Nikolaos Samaras
- Ivan Ninčević
- Florin Luca
- Mārtiņs Lībergs
- Petr Hrubý